# Symbiotische dubbelster

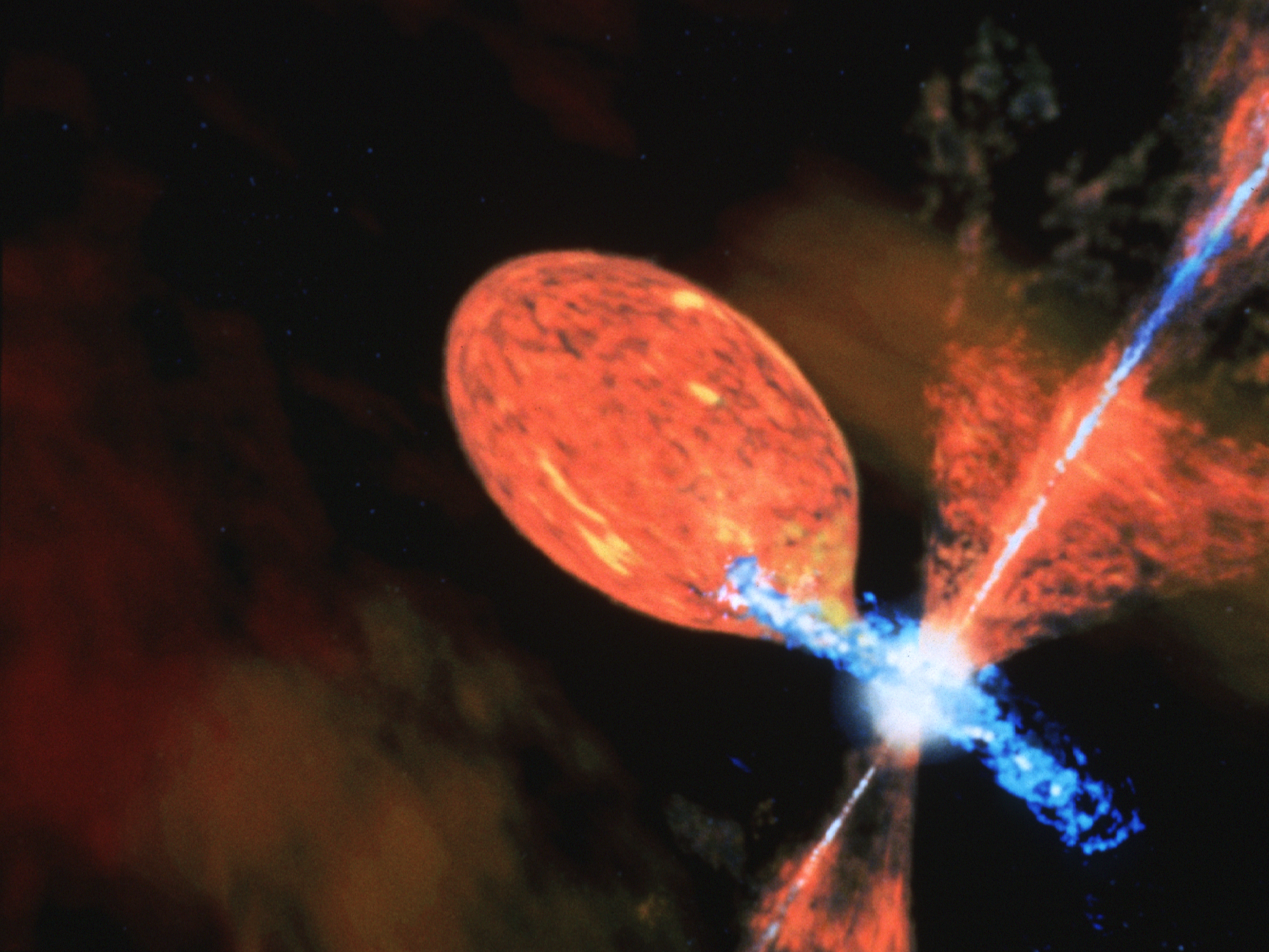
Artistieke impressie van R Aquarii, een symbiotische dubbelster, tijdens een actieve fase.

Een symbiotische dubbelster is een type dubbelstersysteem, en wordt vaak simpelweg een symbiotische ster genoemd. Een dergelijk systeem bestaat meestal uit een witte dwerg met een begeleidende rode reus. De koele reus verliest massa in de rochelob-massaoverdracht of door middel van zijn sterrenwind. Deze massa vloeit naar de hete compacte ster, doorgaans via een accretieschijf.
Symbiotische dubbelsterren zijn bijzonder interessant voor astronomen omdat ze bij uitstek geschikt zijn om meer over sterevolutie te weten te komen. Ook zijn ze van groot belang in het onderzoek naar sterrenwind, geïoniseerde nevels en accretie vanwege de unieke dynamiek van een dergelijk stersysteem.

## Variabiliteit
Vele symbiotische dubbelsterren vertonen fluctuaties in helderheid en zijn geclassificeerd als veranderlijke sterren.  De ster Z Andromedae wordt vaak beschouwd als een schoolvoorbeeld van een variabele dubbelster. Dit betreft echter een onderklasse van symbiotische sterren, met onregelmatige helderheidsvariaties tot zo'n 4 magnitude in amplitude. Zelfs de Z Andromedae-sterren worden beschouwd als een inhomogene groep. De zogeheten symbiotische novae zijn een nauw gerelateerde klasse van symbiotische dubbelsterren, die formeel bekend staan als NC-novae. Ze lijken erg op de klassieke vorm van novae, maar de uitbarstingen zijn extreem langzaam en ze kunnen jarenlang op hun maximale helderheidsniveau blijven. 
Het typische gedrag van symbiotische dubbelsterren kan verdeeld worden in twee fasen, gebaseerd op de hoeveelheid accretie van de compacte component. De twee fasen hebben zeer verschillende helderheden, echter vertonen de dubbelsterren tijdens deze fasen ook variatie.

### Sluimerende fase
Wanneer de accretie, het massaverlies en de ionisatieprocessen alle in een balans verkeren tussen de sterren in, zegt men dat het dubbelstersysteem in een sluimertoestand verkeert. In deze toestand zal het dubbelstersysteem continu energie uitstoten op een gemiddelde manier. Dit kan men bepalen aan de hand van de spectroscopische energieverdeling, waarvan de waarden relatief constant zullen zijn.

### Actieve fase
Als het evenwicht van een sluimerende symbiotische ster verstoord wordt, zal deze overgaan in de actieve fase. Deze fase kenmerkt zich door een grote verandering van zowel de aard van de straling die wordt uitgezonden, als de hevigheid van de optische emissie, met een toename van enkele magnitudes. De overgang naar deze fase wordt nog steeds slecht begrepen en het is dan ook erg lastig om te voorspellen wanneer deze plaats zal vinden, of wanneer ze terug zal keren. Bij vele systemen is tot nu toe nooit een actieve fase waargenomen, terwijl andere systemen juist weer actieve fasen in een regelmatig terugkerend patroon vertonen.

## Naamgeving
De Engelse term 'symbiotic star' is voor het eerst gebruikt in 1958 in een publicatie van Paul Merrill over sterspectra. De categorie van dubbelster was echter al eerder bekend. Ze zijn voor het eerst benoemd als een klasse ster met unieke spectroscopische eigenschappen door Annie Cannon in het begin van de 20e eeuw. Dat het meervoudige sterren zijn, viel op door hun spectraallijnen die wezen op de aanwezigheid van een rode reus en een witte dwerg dan wel een neutronenster.

## Onderverdeling
Symbiotische dubbelsterren worden vaak onderverdeeld in twee groepen op basis van de spectrale analyse. Bij type S-dubbelsterren zijn de grote begeleiders onbedekt. Bij het type D zijn de sterren omgeven door dikke nevels en zijn ze niet direct zichtbaar. Systemen van het type D bestaan veelal uit een Mira-veranderlijke of een soortgelijke ster.

## Jets
Sommige symbiotische dubbelsterren hebben jets, compacte gerichte stromen van geïoniseerde materie. Deze vinden meestal hun oorsprong aan de polen van de compacte ster. Deze jets worden doorgaans waargenomen gedurende de actieve fasen of tijdens een uitbarsting. Zodra de uitbarsting stilvalt, verdwijnen ook deze jets en vervliegt de uitgeschoten materie. Men veronderstelt dat de studie van deze jets in de symbiotische dubbelsterren ons begrip van dit fenomeen kan helpen verbeteren, om ze ook beter te kunnen begrijpen op andere plaatsen in het heelal, zoals bijvoorbeeld in actieve sterrenstelsels.

## Bron
- Dit artikel of een eerdere versie ervan is een (gedeeltelijke) vertaling van het artikel Symbiotic binary op de Engelstalige Wikipedia, dat onder de licentie Creative Commons Naamsvermelding/Gelijk delen valt. Zie de bewerkingsgeschiedenis aldaar.